# 小賴利·慕蘭
小賴利·慕蘭（Larry Mullen Jr.，1961年10月31日—），原名勞倫斯·約瑟夫·慕蘭（Lawrence Joseph Mullen），是愛爾蘭搖滾團體U2的鼓手。他是最初U2的創始人，而U2最初原本也是要稱為「賴瑞·慕蘭樂團」。除了是U2的成員外，小賴瑞·慕蘭也參與了其它樂團的創組活動，例如Automatic Baby。他也曾與樂團貝斯手亞當·克雷頓為電影《不可能的任務》創作主題曲。

## 生平
出生於都柏林郊區亞坦（Artane），父母親分別為大賴利·慕蘭（Larry Mullen Sr.）和莫琳·慕蘭（Maureen Mullen）。慕蘭從9歲時開始向愛爾蘭鼓手喬·邦尼（Joe Bonnie）習鼓，一年後過世後，由他的女兒負責教學。1973年，他的姊姊西希利亞（Cecilia）為他買了鼓件組合，令人遺憾的是，他的妹妹瑪莉同年去世，他的母親也在3年後因交通事故去世，這兩件事都對慕蘭有不可抹滅的影響。
在慕蘭組團以前，他曾在一個樂團「亞坦男孩」（Artane Boys Band）學習到軍鼓式打法，成為後來歌曲〈Sunday Bloody Sunday〉的基礎。1976年，他在就讀學校都柏林教堂山中學張貼一個「鼓手尋找樂手組團」的公告，後來分別有保羅·休森（Bono）、狄克、大衛·伊凡斯兄弟（The Edge）、亞當·克雷頓、伊凡·麥寇米克與彼得·馬丁七人參與，團名取為「賴瑞·慕蘭樂團」（The Larry Mullen Band），沒多久後更名為「Feedback」，因為這是他們少數知道的音樂名詞。樂團組成後沒多久，麥寇米克和馬丁先後離團，樂團更名為「Hype」，為五人樂團。最後樂團再改名為「U2」，大衛的兄長狄克也在告別演唱會後離去，U2成為四人制樂團並且維持至今。
隨著U2逐漸累積知名度，慕蘭在他的名字後面加上「Junior」以和他父親區別，原因在於他的父親替他代繳了不少帳單。慕蘭在中學認識他的女友安·艾克森（Ann Acheson）至今交往超過30年，兩人同居超過20年雖然未婚但早以夫妻形式相處，並且生了兩男一女：艾倫·艾維斯（Aaron Elvis，1995年10月4日出生）、艾娃（Ava，1998年12月23日出生）和艾斯拉（Ezra，2001年2月出生） 。慕蘭一向對他的私生活相當保密，常被視為是U2最神秘的團員。

## 外部連結
- U2官方網站 （页面存档备份，存于）
- Larry Mullen Biography from @U2 （页面存档备份，存于）
- 小賴利·慕蘭在互联网电影资料库（IMDb）上的資料（英文）